# A Galceran Marquet
A Galceran Marquet és un monument en homenatge al vicealmirall català Galceran Marquet (segle xiv), situat a la Plaça del Duc de Medinaceli de Barcelona i catalogat com a bé cultural d'interès local. Va ser creat el 1851 com a part de la urbanització de la plaça per l'arquitecte Francesc Daniel Molina i l'escultor Damià Campeny, ajudat en la decoració de la base per Josep Anicet Santigosa, i va ser restaurat el 1929 i 2007.

## Història i descripció

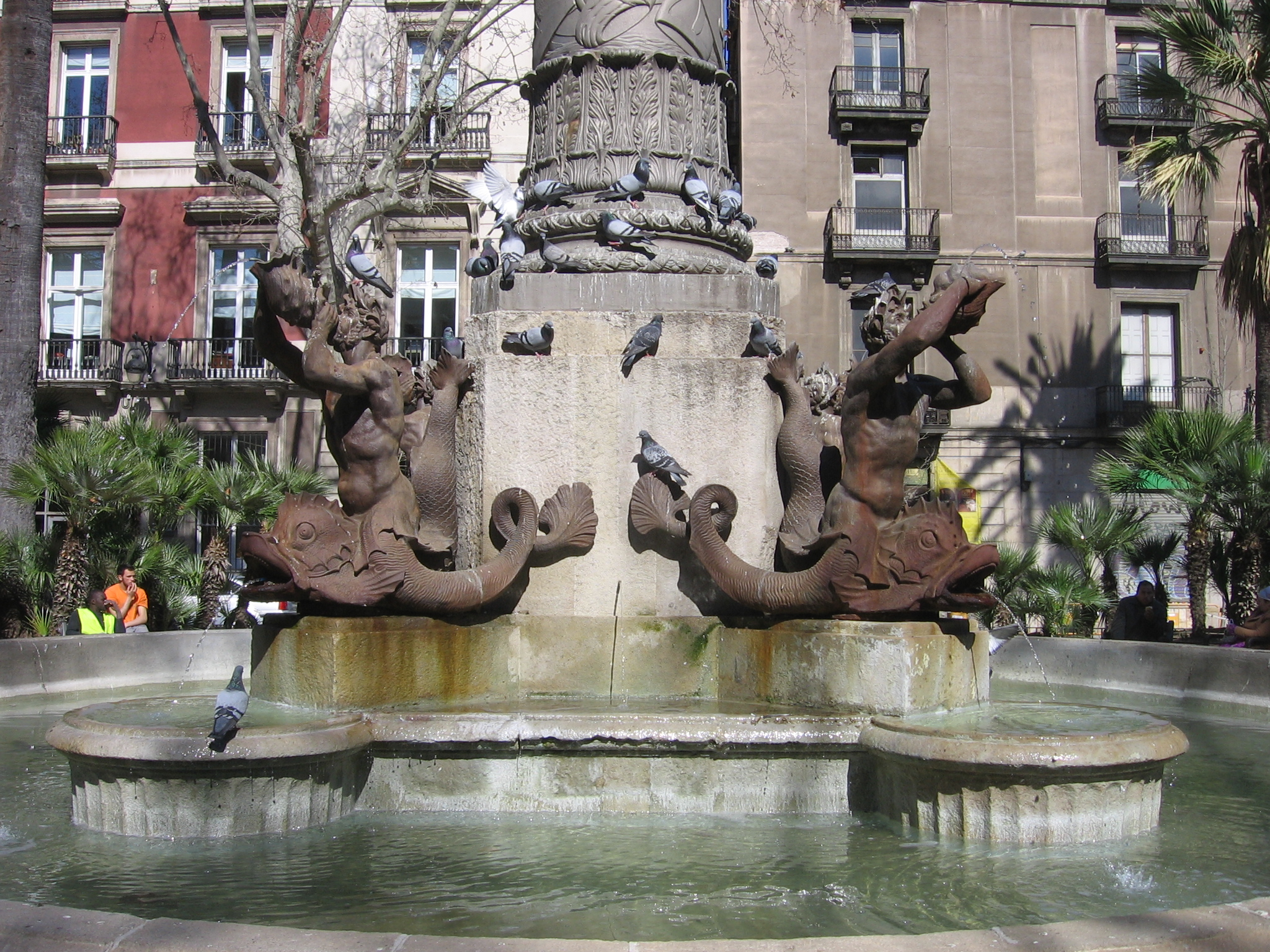
Detall de la font

Anteriorment, hi havia en aquest indret una placeta anomenada de Sant Francesc, al costat del convent del mateix nom, enderrocat el 1837. Al solar s'acabaria aixecant un parc d'artilleria (actual edifici del Govern Militar de Barcelona) i una illa de cases, però una part dels terrenys va ser donada per Luis Joaquín Fernández de Córdoba y Benavides, XIV duc de Medinaceli, per a eixamplar la plaça —que va rebre el nom del benefactor—, la urbanització de la qual va ser a càrrec de l'arquitecte Francesc Daniel Molina.
Les obres de la font van començar sense tenir cap dedicatòria específica, tot i que la proximitat al mar feia aconsellable la seva adjudicació a alguna temàtica marítima. Així, l'escultor Josep Anicet Santigosa va començar a elaborar algunes de les figures que decorarien la base de la font, les quals van ser executades en bronze pel fonedor Valentí Esparó. Sobre la font es va erigir una columna de ferro de 18 m d'alçada, fet que suposà el primer ús d'aquest material amb fins ornamentals a la ciutat. Per a rematar la columna es va pensar en una estàtua dedicada a algun personatge prominent de la història marítima de la ciutat, plantejant-se diversos noms, com Cristòfor Colom o Blasco de Garay. Finalment es va escollir Galceran Marquet, un personatge relativament obscur que al segle xix encara no havia estat contrastat històricament del tot, però que va ser el vicealmirall de la flota catalana que va lluitar contra la genovesa el 1331, a les ordres de Guillem de Cervelló.
L'estàtua va ser encarregada a Damià Campeny, un escultor ja octogenari, fet pel que es dubta de la seva autoria, que alguns historiadors atorguen al mateix Santigosa, autor de la decoració inferior. La font fou inaugurada el 29 de juny de 1851.
La font està formada per un estany circular al centre del qual es troba un bloc paral·lelepipèdic amb quatre piques angulars sobre les que vessen aigua uns corns tocats per tritons. Sobre aquest bloc central s'aixeca la columna, decorada amb relleus de motius marins, i que a un terç d'altura presenta dos braços en forma de vaixell que sostenen sengles fanals, així com dos escuts de Barcelona al centre d'ambdós braços; la resta del fust de la columna està decorada amb fulles de plantes aquàtiques. El capitell de la columna és corinti, decorat amb cavalls marins, sobre el que s'aixeca l'estàtua, dempeus amb indumentària de guerrer i la capa de conseller de la ciutat, amb la mà esquerra recolzada en una espasa i la dreta sostenint un pergamí enrollat.